# Rhys Isaac

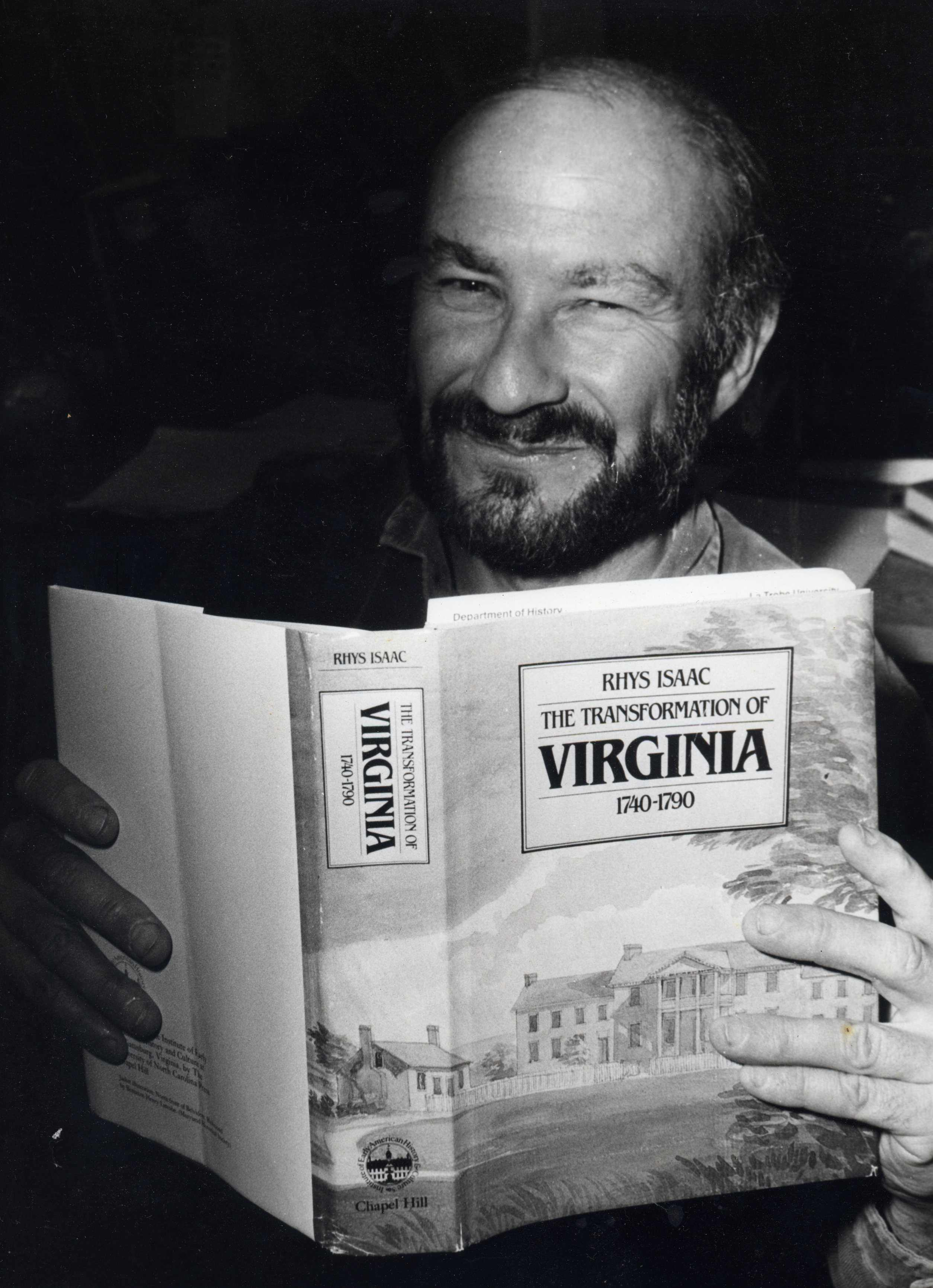
Rhys Isaac (1984)

Rhys Llywelyn Isaac (* 20. November 1937 in Kapstadt, Südafrikanische Union; † 6. Oktober 2010 in Blairgowrie, Victoria) war ein südafrikanischer Historiker.

## Leben
Rhys Isaac wurde 1937 als Sohn der Botaniker William Edwyn Isaac und Frances Margaret Leighton in Kapstadt geboren und wuchs mit einer Schwester und einem Zwillingsbruder auf. Er besuchte die Rondebosch B. High School und studierte an der Universität Kapstadt, wo er einen Bachelor of Arts und einen Master of Arts erhielt. 1959 erhielt er ein Rhodes-Stipendium und konnte hierdurch an der University of Oxford studieren. Nach seinem dortigen Abschluss 1962, emigrierte er 1963 mit seiner Ehefrau, die er kurz zuvor geheiratet hatte, nach Australien und unterrichtete dort als Lecturer an der University of Melbourne europäische Neuzeit. 1971 wechselte er an die La Trobe University, wo er bis 1999 lehrte, erst als Senior Lecturer, dann ab 1978 als Reader, sowie zuletzt als Professor.
1975 war er Visiting Professor an der Johns Hopkins University. Von 1998 bis 1999 war er James Pinckney Harrison Professor of History am College of William and Mary in Williamsburg, Virginia. Später kehrte er an das College of William and Mary zurück und war dort von August 2002 bis Dezember 2005, sowie erneut von August bis Dezember 2006, Visiting Distinguished Professor of History, sowie Research Associate bei der Colonial Williamsburg Foundation.
Für sein Buch The Transformation of Virginia, 1740-1790 erhielt er 1983 den Pulitzer-Preis für Geschichte, sowie den National Historical Society Book Prize.
Rhys Isaac war seit 1963 verheiratet. Aus der Ehe gingen zwei Töchter hervor. Sein Zwillingsbruder war der südafrikanische Archäologe, Anthropologe und Paläoanthropologe Glynn Isaac, welcher zuletzt als Professor für Anthropologie an der Harvard University lehrte.

## Veröffentlichungen (Auswahl)
- The Transformation of Virginia, 1740-1790 (1982)
- Worlds of Experience: Communities in Colonial Virginia (1987)
- Landon Carter's Uneasy Kingdom (2005)